# Papiro de Rhind

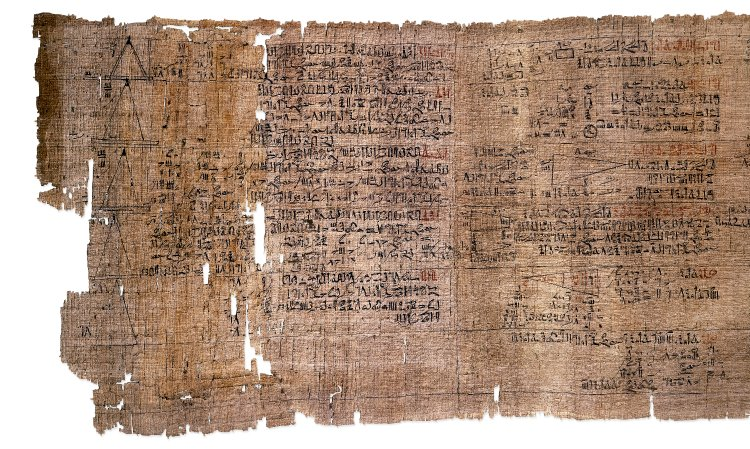
Parte do papiro de Rhind

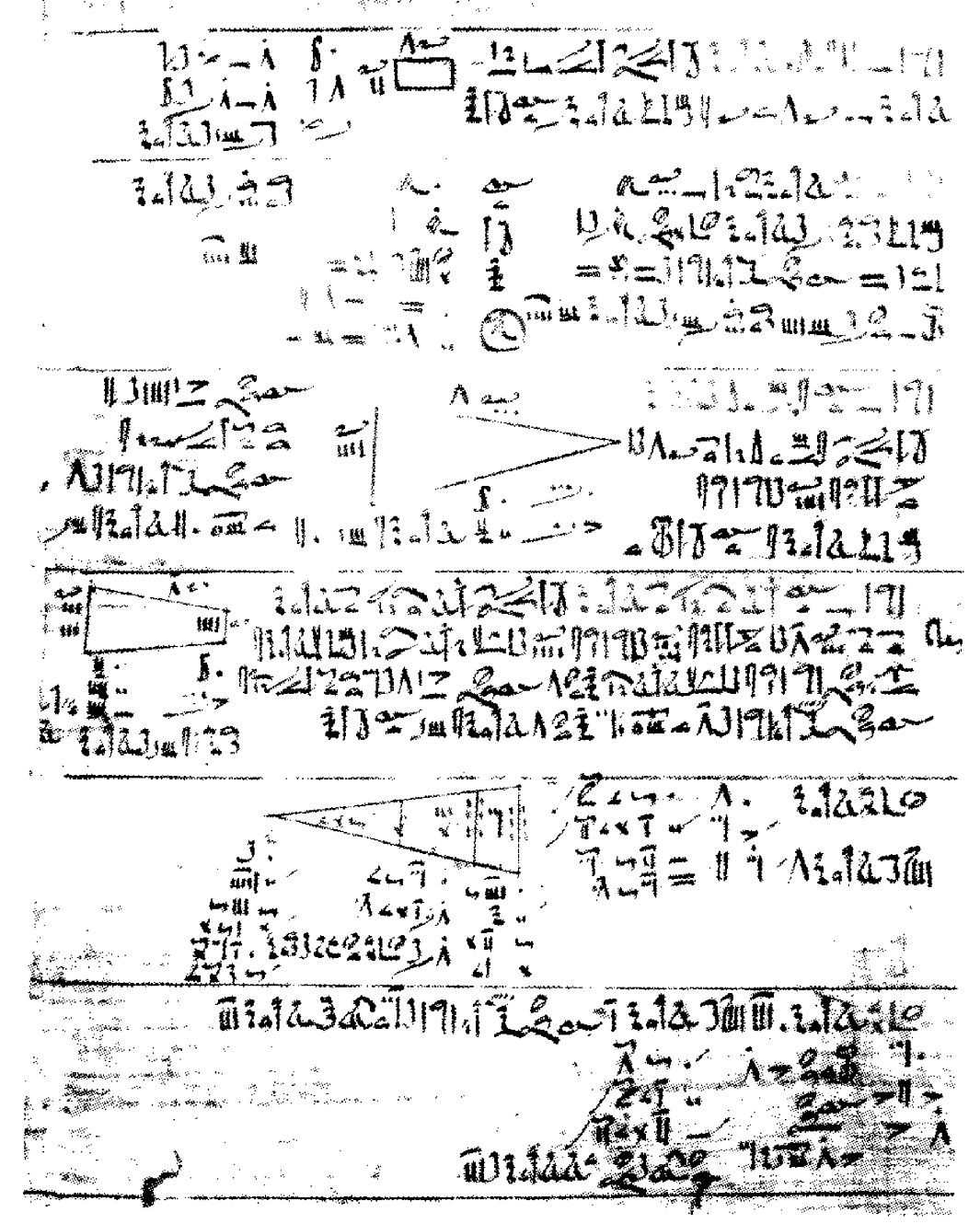
Detalhes

Papiro de Rhind ou papiro de Amósis é um documento egípcio de cerca de 1 550 a.C., onde um escriba de nome Amósis detalha a solução de 85 problemas de aritmética, frações, cálculo de áreas, volumes, progressões, repartições proporcionais, regra de três simples, equações lineares, trigonometria básica e geometria. É um dos mais famosos antigos documentos matemáticos que chegaram aos dias de hoje, juntamente com o Papiro de Moscou.

## História
O papiro matemático de Rhind é uma cópia de um trabalho ainda mais antigo. Foi copiado por um escriba (escriturário egípcio) chamado Amósis em escrita hierática, em 1 550 a.C., e por esse motivo também é referenciado por papiro de Amósis. O papiro foi adquirido por Alexander Henry Rhind, de Aberdeen  (Escócia), em 1858. em Luxor, Egito, em 1858. O Museu britânico incorporou-o ao seu patrimônio em 1865, permanecendo em seu acervo até os dias atuais.

## Descrição
O Papiro, também chamado papiro de Amósis mede cerca de 5 metros por 33 cm. Esse documento egípcio de e 1 550 a.C., não foi escrito com os hieróglifos convencionais, mas em escrita Hierática, uma espécie de escrita taquigráfica própria para seu uso contábil e matemático. As inscrições são em cor preta, exceto nos títulos dos problemas e suas soluções.
No acervo do Museu britânico permanecem até os dias atuais duas de suas terças partes (ditas "livros"). Trata-se dos Livros I  (40 problemas algébricos)  e II (20 problemas de geometria e medições). A terceira parte, Livro III (14 multiplicações, frações e progressões) é composta por hoje vários fragmentos e se encontra no Museu do Brooklin, Nova Iorque. As peças são muito sensíveis à luminosidade e à umidade, ficando em áreas protegidas desses museus.

## Livros do papiro

### Livro I
A primeira parte do papiro de Rhind consiste em tabelas de referência e uma coleção de 20 problemas de aritmética e 20 de álgebra . Os problemas começam por expressões fracionárias simples, seguido de problemas a serem preenchidos (sekhem) e também equações lineares. (“Moscow_Mathematical_Papyrus”).
Nessa primeira parte temos um tabela 2/n. As frações 2/n para odd n ímpar de 3 a 101 são expressas na forma de adições de frações egípcias (de numerador 1). Por exemplo, {\displaystyle 2/15=1/10+1/30}. A decomposição de 2/n em frações unitárias (1/n) nunca tem mais de quatro membros, como em {\displaystyle 2/101=1/101+1/202+1/303+1/606}.
A tabela em questão é seguida por uma lista de expressões fracionais de números de 1 a 9 divididos por 10. Por exemplo, a divisão de 7 por 10 é assim representada: 2/3 + 1/30
Depois dessas duas tabelas, o escriba registrou 84 problemas, sendo que aqueles de 1 a 40 deste livro I são algébricos.
Os problemas 1–6 apresentam divisões de quantidade de pedaços de pão entre 10 homens com o resultado incluindo frações. Os problemas 7–20 mostram como multiplicar as expressões 1 + 1/2 + 1/4e 1 + 2/3 + 1/3 por diferentes frações.
Problemas 21–23 são pra completar quantias, o que chamaríamos hoje de subtração. Os problemas são solucionados pelo escriba ao multiplicar tudo pelo MDC dos denominadores e transformar os valores em frações. Os problemas 24–34 são de equações lineares. O 32, por exemplo, corresponde ao atual x + 1/3 x + 1/4 x = 2 para se achar x. Os Problemas 35–38 envolvem divisões da medida egípcia “hekat” (apros 4,8 litros). Problemas 39 e 40 são sobre divisão de pães e progressões aritméticas.

### Livro II
A parte segunda do papiro de Rhind consiste em problemas de geometria, referidos por Peet como problemas de "mensuração".

#### Volumes
Os problemas 41 – 46 mostra como calcular silos de grãos cilíndricos ou de base retangular. No problema 41 tem-se o cálculo de um silo cilíndrico dados diâmetro (d) e altura (h), o volume V é dado por:
{\displaystyle V=[(1-1/9)d]^{2}h}
Na moderna notação matemática, usando d-2r, temos {\displaystyle V=(8/9)^{2}d^{2}h=(256/81)r^{2}h}. O quociente 256/81 (3,1605) tem valor aproximado de π.
No Problema 42 o escriba usa um fórmula ligeiramente diferente e expressa o volume na unidade khar.
{\displaystyle ((1+1/3)d)^{2}((2/3)h)} Em nossa moderna notação seria {\displaystyle (32/27)d^{2}h=(128/27)r^{2}h} (medida em khar).
Isso equivale a {\displaystyle (256/81)r^{2}h} medido Cúbitos quadrados com está no outro problema.
O problema 47 apresenta uma tabela com frações equivalentes para frações de 100 hekat quádruplos de grãos. Os quocientes são expressos em frações do olho de Hórus. Essa pequena tabela apresenta os valores referentes ao 100 hekat original quádruplo; a quantidade "ro" é aí antigo padrão de medida egípcia equivalente a 1/132 de um hekat.-
1/10 representa 10 quádruplo hekat
1/20 representa 5 quádruplo hekat
1/30 representa 3 1/4 1/16 1/64 (quádruplo) hekat and 1 2/3 ro
1/40 representa 2 1/2 (quádruplo) hekat
1/50 representa 2 (quádruplo) hekat
1/60 representa 1 1/2 1/8 1/32 (quádruplo) hekat 3 1/3 ro
1/70 representa 1 1/4 1/8 1/32 1/64 (quádruplo) hekat 2 1/14 1/21 ro
1/80 representa 1 1/4 (quádruplo) hekat
1/90 representa 1 1/16 1/32 1/64 (quádruplo) hekat 1/2 1/18 ro
1/100 representa 1 (quádruplo) hekat

#### Áreas
Os problemas 48–55 mostram o cálculo de áreas. Muito comentado é o problema 48 pelo modo como ali se calcula a área de um círculo. O escriba compara a área do círculo (aproximada para um octógono) e seu quadrado circunscrito. Cada lado é triseccionado e os triângulos dos cantos são removidos. O octógono resultante se aproxima de um círculo. A área dessa figura octogonal é  {\displaystyle 9^{2}-4\times \left[{\frac {1}{2}}(3)(3)\right]=63};  A seguir se aproxima 63 para 64 e temos {\displaystyle 64=8^{2}}. Chega-se à aproximação {\displaystyle \pi \left({\frac {9}{2}}\right)^{2}\approx 8^{2}}. Resolve-se para π e temos a aproximação já citada 256/81 (o erro é de 0,0189).
É um caso de sorte o fato dessa figura octogonal cuja área é facilmente calculada se aproximar com tanta precisão a área do círculo. A obtenção de melhor aproximação para a área usando divisões mais finas de um quadrado e esse um argumento não é algo simples.
Outros problemas mostram o cálculo de áreas de retângulos, triângulos e trapezoides.

#### Pirâmides
Os últimos cinco problemas se relacionam ao cálculo das inclinações das faces de pirâmides.
Um problema com seked é assim apresentado :
Se uma pirâmide tem 250 cúbitos de altura e sua base tem 360 cúbitos de lado (do quadrado), qual é sua área em sekeds?"
A solução via o cálculo da relação entre metade do lado da base da pirâmide e sua altura, ou seja, a relação “caminho para subir” de cada face. Ou seja, a quantidade encontrada é a cotangente do ângulo da base da pirâmide e sua face.

### Livro III
A terceira parte do papiro de Rhind apresenta os últimos dos 84 problemas.
O problema 61 se compõe de duas partes: a parte 1 apresenta a multiplicação de frações. Sua parte b mostra a expressão geral para calcular 2/3 de 1/n, com n sendo ímpar. Em notação de hoje, temos:
{\displaystyle {\frac {2}{3n}}={\frac {1}{2n}}+{\frac {1}{6n}}}
Os problemas 62–68 são genéricos de álgebra.  Os problemas 69–78 são todos pefsu (cálculo de volumes e outras características de cerveja e pão) calculados de diversas formas.
O problema 79 soma cinco termos de progressão geométrica. Trata-se de múltiplos sete, algo que mais tarde na Idade Média inglesa se mostraria na tradicional "As I was going to St Ives”. Problema.
Os problemas 80 e 81 calculam em “olhos de Hórus” frações de henu (ou hekats). O problema 81 apresentam junto uma tabela. Os últimos três problemas, 82–84 são para calcular a alimentação para gansos e gado bovino.

## Multiplicação egípcia
Em geral, o método consistia em montar duas colunas, cada uma encabeçada por um dos multiplicadores. As entradas na primeira coluna eram dobradas, enquanto aquelas na segunda coluna eram divididas por {\displaystyle 2} (subtraindo-se {\displaystyle 1} primeiramente, se o número fosse ímpar). Finalmente, as entradas na primeira coluna, ao lado de entradas ímpares da segunda coluna (as demarcadas), eram somadas. (O método funciona porque as entradas ímpares na segunda coluna correspondem a {\displaystyle 1}'s na expressão em base {\displaystyle 2} do segundo multiplicador).
Para multiplicar {\displaystyle 70} por {\displaystyle 13}, os egípcios fariam como segue:
| {\displaystyle 70} ---- {\displaystyle 13} |
| {\displaystyle 140} ---- {\displaystyle 6} |
| {\displaystyle 280} ---- {\displaystyle 3} |
| {\displaystyle 560} ---- {\displaystyle 1} |
| {\displaystyle 70+280+560=910}             |

## Outras operações
O papiro nos mostra ainda como os egípcios dividiam, extraíam raízes quadradas, e resolviam equações lineares. No problema 48 afirmavam que a área de um círculo podia ser obtida com um quadrado cujo lado seria 8/9 do diâmetro desse círculo, para o qual utilizavam a aproximação {\displaystyle 3,16} para o valor de {\displaystyle \pi \,}. Embora sem nenhuma demonstração os egípcios tinham o conceito correto de que o volume de uma pirâmide quadrada seria igual a 1/3 do volume de um prisma retangular. Fizeram também trabalho interessante com progressões aritméticas. O problema 64, por exemplo, era achar uma progressão aritmética:
Se te digo, divide 10 héqats de cevada por 10 homens, de tal maneira que a diferença entre cada homem e o seu vizinho seja em héqats de cereal, 1/8, qual é a parte que cabe a cada homem?